# 姆拉卡灣

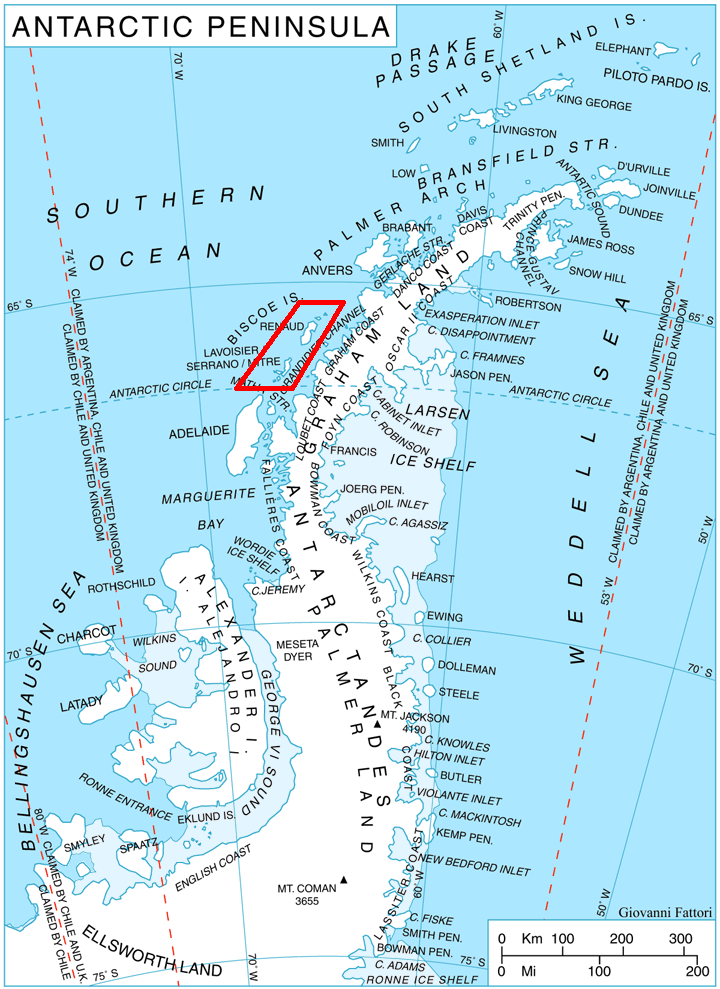

姆拉卡灣（英語：Mraka Sound）是南極洲的海灣，位於葛拉漢地，長5公里、寬4.2公里，屬於比斯科群島的一部分，南面是雷諾島，北面是皮克維克島，東北面是溫克爾島，現時由南極條約體系管理。